# Trichaea gryllina
Trichaea gryllina là một loài bướm đêm trong họ Crambidae.